# Thibaut Ier (roi de Navarre)
Thibaud IV de Champagne ne doit pas être confondu avec son ancêtre Thibaut IV de Blois, aussi appelé Thibaud II de Champagne(† 1152).
Pour les articles homonymes, voir Thibaut Ier.
Thibaud Ier de Navarre, aussi connu sous le nom de Thibaud IV de Champagne, puis « Thibaud le Chansonnier », né le 30 mai 1201 à Troyes et mort le 7 juillet 1253 à Pampelune, est comte de Champagne de 1201 à 1253 et roi de Navarre de 1234 à 1253. Il est aujourd'hui connu surtout comme l'un des plus grands trouvères de son temps.

## Le comte de Champagne

Le royaume de France en 1180.

Il est le fils posthume du comte Thibaud III de Champagne, mort subitement le 24 mai 1201 à la veille de son départ pour la quatrième croisade, et de Blanche de Navarre, fille du roi Sanche VI de Navarre. Son parrain est Philippe Auguste, roi de France qui l'éduque à la cour. Il y est confié aux bons soins de Blanche de Castille, épouse du prince héritier, le futur Louis VIII.
Entre 1216 et 1221, il doit défendre son comté contre les revendications du seigneur Érard de Brienne. L'intervention de Philippe Auguste, du duc Eudes III de Bourgogne et de l'empereur Frédéric II, met fin à cette guerre de succession. Thibaud conserve les comtés de Champagne et de Brie, et s'acquitte envers Érard d'une indemnité.
En 1224, il participe aux campagnes de Louis VIII contre les Anglais, et notamment au siège de La Rochelle. L'année suivante, il reçoit la mission de conduire au concile de Bourges le comte Raymond VII de Toulouse. En août 1226, alors qu'il participe à la guerre contre les Cathares, il abandonne le roi lors du siège d'Avignon, une fois effectués les quarante jours de service requis, au grand mécontentement du roi. Deux ans plus tard, Thibaud joue le rôle de négociateur dans l'élaboration du projet de traité de Paris, qui met fin à la croisade des Albigeois.
Après la mort de Louis VIII en novembre 1226, Thibaut rassemble autour de lui une ligue des grands barons opposés au jeune Louis IX et à la régente sa mère Blanche de Castille. Thibaut abandonne néanmoins la ligue dès l'année suivante et se réconcilie avec Blanche. Ses anciens alliés, indignés de cette défection, s'attaquent alors directement à Thibaut, le plus puissant soutien de la régente. Des rumeurs injurieuses sont propagées, accusant Blanche d'être la maîtresse de Thibaut. Les coalisés se jettent sur le comté de Champagne qu'ils ravagent et ils ne déposent les armes que sous la menace de l'armée royale. La paix est finalement signée en septembre 1230 et les barons rebelles abandonnent leurs revendications. En 1233, ses ennemis trouvent néanmoins un nouveau moyen d'importuner Thibaud en faisant venir Alix de Champagne-Jérusalem, une prétendante au comté de Champagne. À la fin de l'année 1234, elle renonce au comté moyennant la somme de quarante mille livres tournois et un domaine de deux mille livres tournois de revenus. Pour payer l'indemnité, les représentants de Thibaud sont contraints de vendre au roi Louis IX la mouvance de quatre fiefs : les comtés de Blois, de Chartres et de Sancerre, et la vicomté de Châteaudun.

## Le roi de Navarre
À la mort de son oncle le roi Sanche VII de Navarre sans héritier direct en avril 1234, les Navarrais ne tiennent aucun compte de la volonté du roi, qui a désigné Jacques Ier d'Aragon comme son successeur. Ils appellent Thibaud de Champagne qui est couronné le 5 mai 1234 à Pampelune. Thibaud jure fidélité aux fueros du royaume, fournissant ainsi à la couronne de Navarre une dynastie bien installée de puissants vassaux dans le nord du royaume de France.
Des traités sont conclus avec la Castille, l'Aragon et l'Angleterre, permettant au nouveau souverain de consolider sa couronne. Il gouverne avec l'aide de nobles venus de Champagne qui reçoivent des charges importantes. Il réduit l'importance des fiefs non héréditaires, les tenencias, comme divisions territoriales et crée quatre grands districts confiés à des merinos, à qui il attribue des fonctions fiscales et relevant de l'ordre public. Il établit ses lois par écrit, élaborant un cartulaire où elles figurent toutes, et il commence la compilation des traditions juridiques de la monarchie navarraise connue sous le nom de Fuero General.
Pour obtenir l'appui de la Castille, il négocie le mariage de sa fille Blanche avec Alphonse, le futur Alphonse X le Sage. Par ce traité, Ferdinand III le Saint offre à Thibaud les terres de Guipuscoa à titre viager, mais pas celles d'Alava comme Thibaud l'aurait voulu. Ainsi le royaume de Navarre aurait eu un accès naturel à la mer Cantabrique. Ce traité, qui n'est pas appliqué, aurait entraîné l'incorporation de la Navarre à la Castille. Il promet sa fille Blanche au duc Jean de Bretagne l'année suivante.
En 1238, il répond favorablement à l'appel à la croisade lancé par le pape Grégoire IX. Cependant, lorsque le pontife demande à Thibaud de se détourner vers la Grèce pour soutenir le prétendant au trône de Constantinople, Baudouin II, le roi de Navarre refuse.
En 1239, il dirige la croisade des barons en Terre sainte. La plupart de ses anciens ennemis l'accompagnent, entre autres le duc Pierre de Bretagne, le comte Henri de Bar et le duc Hugues de Bourgogne. Après avoir embarqué son armée à Marseille et à Aigues-Mortes, il débarque à Saint-Jean-d'Acre le 1er septembre 1239. En novembre, son expédition prend la direction de l'Égypte, avec pour objectif les villes d'Ascalon et de Gaza.
L'union est imparfaite, et les barons se jalousent mutuellement. Dédaignant les conseils de prudence de Thibaud, et désireux d'acquérir une gloire personnelle, le comte Henri de Bar, accompagné des barons syriens Balian de Sidon et Eudes de Montbéliard, décide de partir à la tête d’une troupe de cinq cents chevaliers et de plus de mille fantassins pour surprendre un détachement de soldats égyptiens envoyés en garnison à Gaza. La chevauchée est un désastre : plus de mille hommes sont tués, dont le comte de Bar, et six cents sont emmenés prisonniers au Caire, dont le comte Amaury de Montfort et le seigneur Philippe de Nanteuil, un ami intime de Thibaud. Apprenant la nouvelle, Thibaut de Champagne retourne à Saint-Jean-d'Acre avec le reste de l’armée croisée.
Au cours de l'été 1240, Thibaud conclut une alliance défensive avec Ismaël, émir de Damas, en échange de la cession des forteresses de Beaufort et Safed. Une négociation parallèle menée par les Hospitaliers avec le sultan Ayyoub a pour résultat la cession d'Ascalon. Thibaud ne parvient cependant pas à obtenir la libération des prisonniers faits à Gaza. Après avoir effectué un pèlerinage à Jérusalem, il s'embarque pour l'Europe le 15 septembre.
La légende veut qu'il ait rapporté de Damas « dans son heaume », le rosier dit « de Provins », de son nom latin rosa gallica officinalis (ce qui semble peu probable de par l'absence de sources écrites, et du fait que la variété était déjà cultivée par les Romains), il rapporta également un morceau de la Vraie Croix et la tradition veut qu'il en ait rapporté le cépage Chardonnay qui entre dans la composition du champagne.
De retour de croisade, Thibaud vit tantôt en Navarre, tantôt en Champagne. Il accompagne le roi Louis IX dans sa campagne contre les Anglais en Poitou et en Saintonge. Entre 1242 et 1244, il soutient les rébellions en Gascogne contre le roi d'Angleterre et affirme sa présence en Basse-Navarre. Il a d'importants différends avec l'évêque de Pampelune, Pedro Jimenez de Gazólaz, et refuse de répondre devant les tribunaux pontificaux. En 1248, il est contraint de se rendre à Rome en pèlerinage pénitentiel. Un concile provincial tenu en 1250 va jusqu'à l'excommunier, mais le pape lui accorde un privilège spécial selon lequel, sans mandat du Saint-Siège, personne ne pouvait excommunier le roi.
Il meurt à Pampelune le 7 juillet 1253 à l'âge de 52 ans, au retour d'un de ses voyages en Champagne, et est enterré dans la cathédrale de Pampelune.

## Le «Chansonnier»

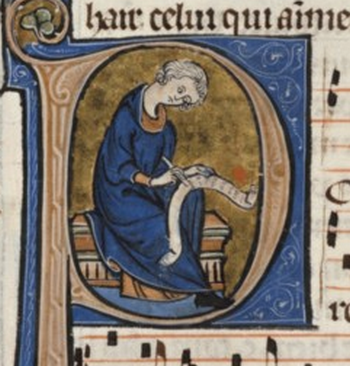
Thibaud le Chansonnier.

Thibaud est connu par le surnom de « Chansonnier » en raison de son talent de poète. Profitant de sa position sur le chemin de Saint-Jacques, la musique, quel que soit son genre, est florissante dans sa cour, reliée à la cour pontificale d'Avignon ainsi qu'à Paris. Il perpétue la tradition de sa grand-mère Marie de France, comtesse de Champagne, qui a tenu avec son époux une cour brillante et lettrée et protégé de nombreux écrivains comme Chrétien de Troyes.
Au cours de sa vie, il compose de nombreuses chansons et poésies qu'il fait peindre sur les murs de ses palais de Troyes et de Provins. Il est l'auteur de 71 compositions lyriques variées (dont 37 chansons d'amour) dans lesquelles il fait montre d'une grande virtuosité technique et verbale (il apprécie jeux de mots, pointes, métaphores filées et allégories) ainsi que d'une certaine désinvolture ironique envers la matière courtoise. Thibaud de Champagne est le trouvère le plus célébré de son temps. Au siècle suivant, il est cité à trois reprises par Dante dans son ouvrage De l'éloquence en langue vulgaire.
Thibaud est connu comme trouvère non seulement parce qu'il aimait écrire, mais parce que ses poèmes chantés étaient d'un mérite exceptionnel, et avant même la fin de la croisade de 1238-1240, il écrivait encore. Il fut le premier à mettre par écrit les droits et les libertés du royaume dans ce qu'on a appelé le fuero antiguo, et au cours de son règne il les compila tous, les traditionnels comme les nouveaux.

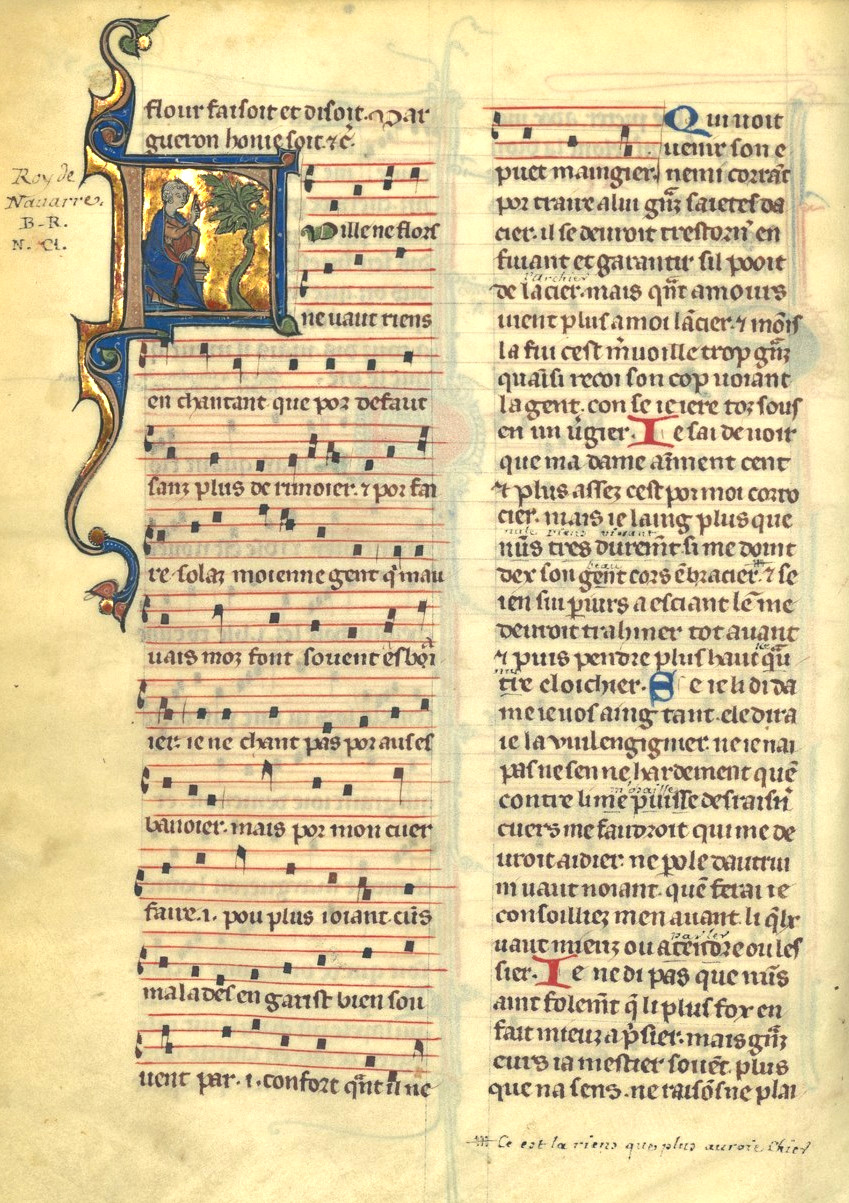
Thibaud, roi de Navarre, dans le chansonnier Cangé (XIIIe siècle).
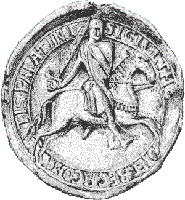
Thibaud de Champagne.
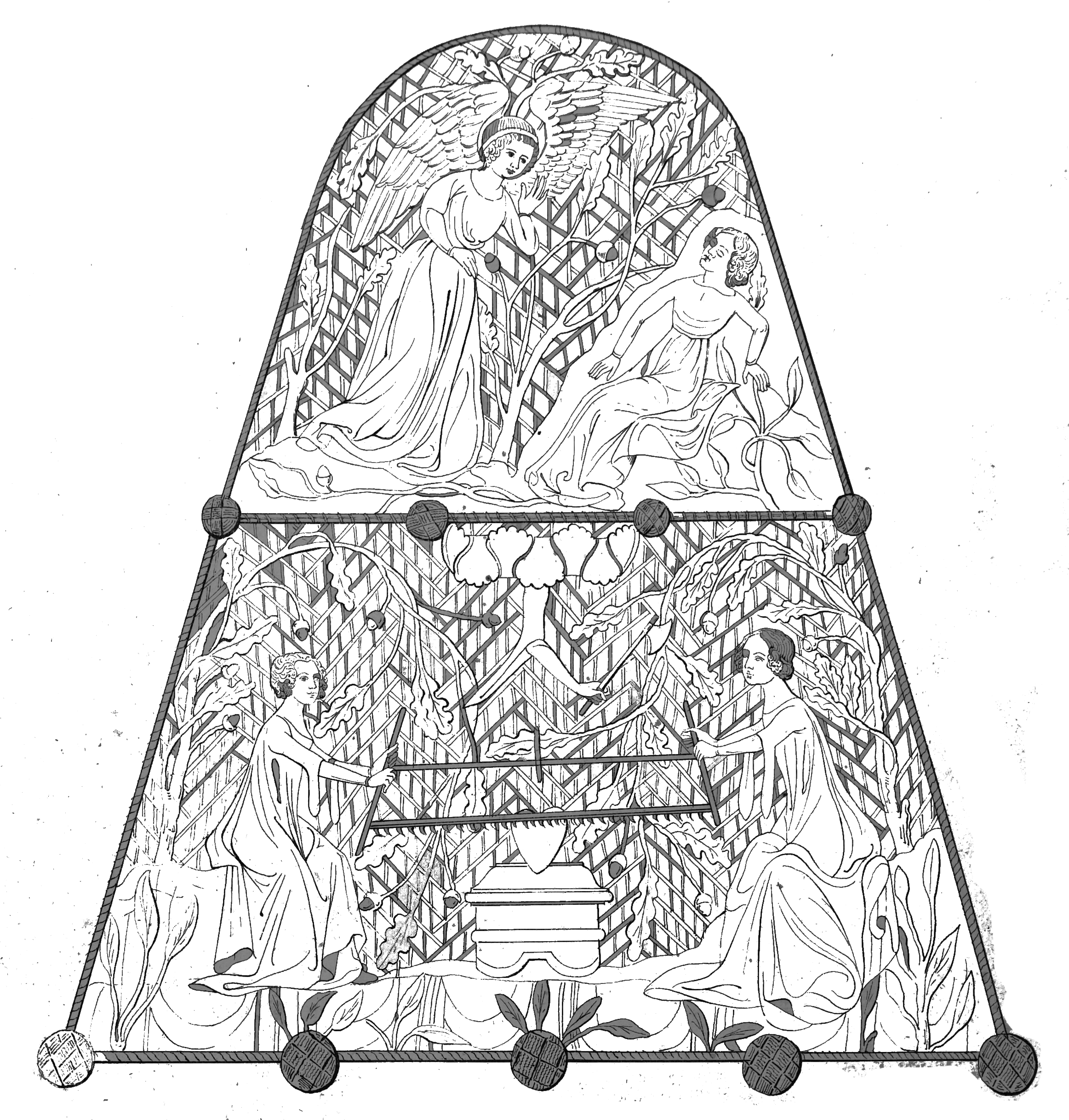
Dessin de l'aumônière de Thibaud IV[26].

## Unions et descendance

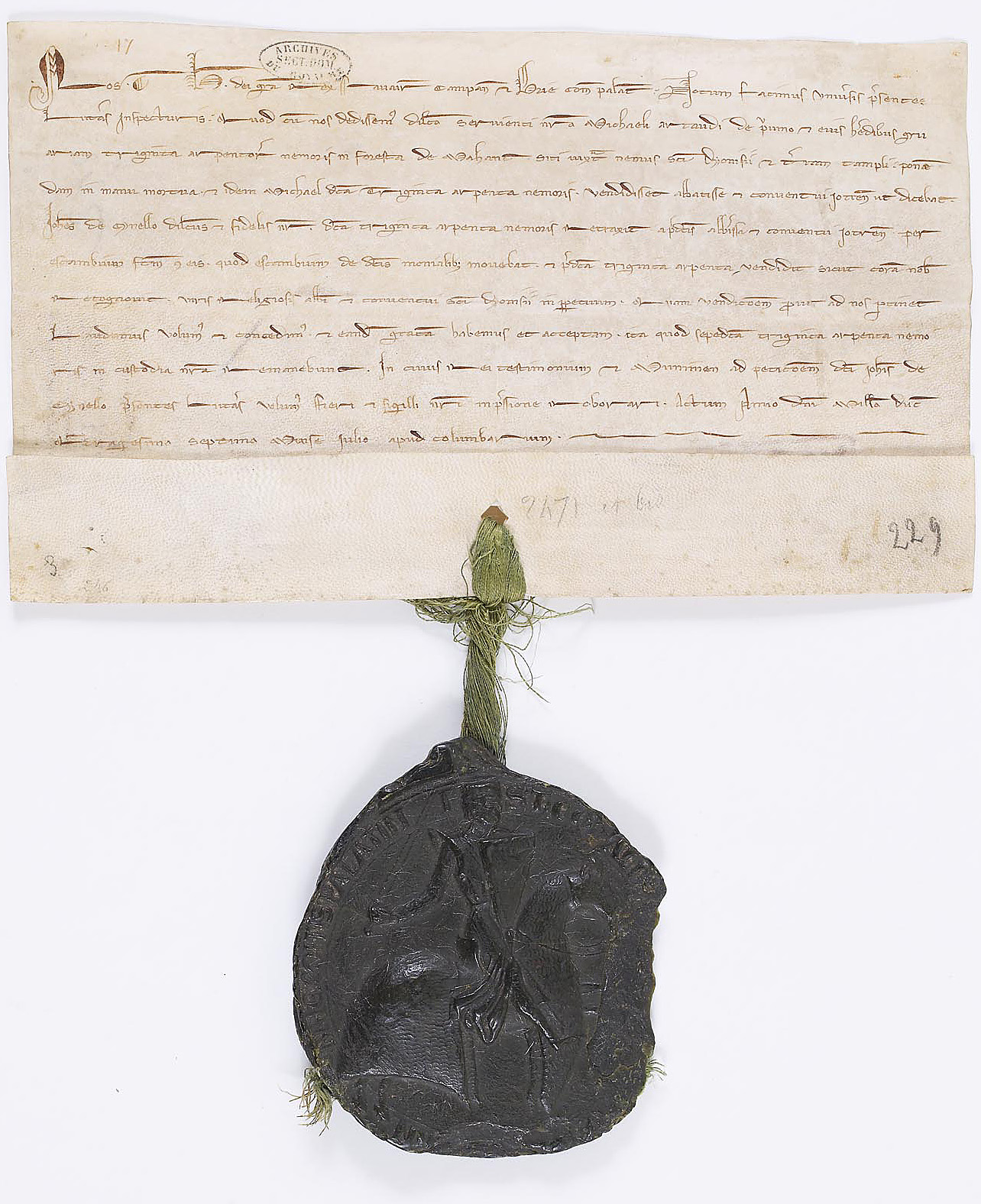
Confirmation d’une vente de bois à l’abbaye de Saint-Denis par le comte de Champagne et le roi de Navarre Thibaut IV Le Chansonnier. Coulommiers, juillet 1247. Archives nationales de France.

Vers 1220, il épouse Gertrude de Dabo (1204 † v. 1225), fille d'Albert II de Dabo-Moha, comte de Dabo, de Moha et de Metz, et veuve de Thiébaud Ier, duc de Lorraine, en espérant s'approprier le comté de Metz. Après l'échec de cette tentative, il la répudie en 1222.
En 1223, il épouse en secondes noces Agnès de Beaujeu († 1231), sœur d'Humbert V de Beaujeu et cousine du futur Saint-Louis, qui est sa compagne de jeux à la cour de France. Elle meurt en 1231. Elle est fille de Guichard IV, sire de Beaujeu et de Sibylle de Hainaut, sœur de Baudouin VI de Hainaut, empereur de Constantinople. Ils ont :
- Blanche (1226 † 1283), mariée en 1236 avec Jean Ier le Roux († 1286), duc de Bretagne[27].

Le 22 septembre 1232, il épouse en troisièmes noces Marguerite de Bourbon († 1256), fille d'Archambaud VIII de Bourbon, seigneur de Bourbon et d'Alix de Forez qui lui donnera : 
- Thibaud II (1238 † 1270), comte de Champagne et roi de Navarre ;
- Pierre (1241-1265), vicomte de Muruzabal, en Navarre ;
- Éléonore (1242, † jeune) ;
- Marguerite (1244-1306), mariée en 1255 à Ferry III († 1302) duc de Lorraine ;
- Béatrice (1246-1295), mariée en 1258 à Hugues IV (1212 † 1272), duc de Bourgogne ;
- Henri Ier le Gros (1249-1274), comte de Champagne et roi de Navarre ;
- Guillaume (1250-1267), religieux.

Thibaut a aussi plusieurs enfants nés hors mariage :
- Alix, mariée en 1242 à Álvar Pérez de Azagra, seigneur d'Albarracín (postérité, dont Jean Ier d'Empúries) ;
- Marquise, mariée en 1262 à Pierre d'Aragon, seigneur de Híjar, fils naturel de Jacques Ier d'Aragon ;
- Bérengère, religieuse à Pampelune.

#### Éditions
- Les Chansons de Thibaut de Champagne, roi de Navarre, édité par Axel Wallensköld, Paris, Édouard Champion, 1925. [lire en ligne]
- Thibaut de Champagne, Les Chansons. Textes et mélodies, édition bilingue établie, traduite, présentée et annotée par Christopher Callahan, Marie-Geneviève Grossel et Daniel E. O'Sullivan, Paris, Honoré Champion, coll. « Champion classiques. Moyen Âge » no 46, 2018  (ISBN 978-2-7453-4800-5).

#### Études
- Henri d'Arbois de Jubainville, Histoire des ducs et des comtes de Champagne, t. IV, Paris, 1865 (lire en ligne), p. 101-349.
- Yvonne Bellenger, Danielle Quéruel dir., Thibaut de Champagne, prince et poète au XIIIe siècle, Lyon, La Manufacture, 1989.
- Claude Taittinger, Thibaut le Chansonnier : Comte de Champagne, Paris, Perrin, 1987, 323 p. (ISBN 978-2-262-00438-5).
- Axel Wallensköld, « Vie de Thibaut de Champagne », dans Les Chansons de Thibaut de Champagne, Paris, Édouard Champion, 1925, p. XI-XXVII.
- (en) Steven Runciman, A History of the Crusades, volume III, Cambridge University Press, 1954.

### Discographie
- Thibaut de Navarre, Atrium Musicae de Madrid, Gregorio Paniagua, Harmonia Mundi, 1979.
- Thibaut de Champagne : Le Chansonnier du roi, Ensemble Alla francesca, Brigitte Lesne, Aeon, 2012.